# وردسيسة مارغون (مارغون)
وردسیسة مارغون (بالفارسية: وردسیسه مارگون) هي قرية تقع في إيران في قسم مارغون الريفي.